# Empresas Municipales de Cali
Las Empresas Municipales de Cali E.I.C.E. E.S.P., conocida como EMCALI, es una empresa prestadora de servicios públicos (energía, acueducto, alcantarillado y telecomunicaciones) que empezó labores en 1931 en la ciudad de Santiago de Cali. Su único propietario es el distrito de Santiago de Cali, y actualmente presta sus servicios a los municipios de Cali, Yumbo, Jamundí, Puerto Tejada, y algunos sectores de Candelaria y Palmira.
En cuanto a ingresos operacionales, EMCALI ocupa el puesto 61 en Colombia, percibiendo 3.52 billones de pesos anuales (2024)

## Historia
El 16 de abril de 1910, se nombró a Cali como capital del Valle del Cauca, lo que conllevó a que el 26 de octubre del mismo año fuera inaugurada la primera planta de energía llamada San Antonio de la Compañía de Electricidad de Cali, haciendo que Cali evolucionara de las lámparas de petróleo y de alcohol a las bombillas eléctricas.
El 19 de agosto de 1912 comenzó a ser prestado el servicio de teléfonos, por iniciativa de Emmanuel Pinedo, un venezolano de origen hebreo quien obtuvo concesión del Concejo para negociar con la firma Stromber Carlson Corporation la instalación de una planta telefónica manual de batería. Aun cuando Pinedo no firmó contrato alguno con el municipio, instaló la primera planta de escritorio en un local situado en la esquina de la Calle 12 con Carrera 7, desde donde salían los alambres sostenidos por postes de guadua. Este sistema tuvo gran acogida, por lo cual en 1919 había 350 suscriptores, siete veces el número de inscritos al iniciar. En los años veinte fueron instaladas líneas abiertas para teléfonos en haciendas de Palmira y Yumbo, y en 1921 en Palmira ya había planta telefónica y 21 líneas.
En 1912 también fue aprobado el proyecto “Pila Seca en la Plaza de Cayzedo” luego de los estudios presentados por la empresa del ferrocarril del pacífico, ya que las acequias que había en ese momento eran peligrosas para la salud pública. La Pileta se ubicó en la actual Plaza de Cayzedo. Entre 1918 y 1919, se inauguró tres obras: el canal de conducción de aguas (primeras alcantarillas), dos tanques en San Antonio y la red metálica de distribución
En 1922 fue firmado un contrato entre el Municipio y Alfonso Vallejo (empresario caleño), para construir una red paralela al acueducto destinada para el alcantarillado ya que las que había en ese momento eran insuficientes debido a la rápida expansión de la ciudad.
A raíz de una crisis por la que pasó Colombia en 1928, se planteó la necesidad de crear una organización para administrar los servicios públicos. Por tal motivo, en 1930 el Concejo determinó que las empresas del Acueducto Municipal, la Plaza de Mercado y el Matadero quedarán a cargo del gerente de las Empresas Municipales, que en esa época era nombrado año a año, en tanto el alcantarillado fue adscrito al Departamento de Obras de la Alcaldía.
Finalmente, en el 13 de agosto de 1931, el Concejo Municipal de Santiago de Cali, firmó la escritura Pública que constituyó las Empresas Municipales, para ofrecer los servicios de acueducto, organización de plazas de mercado, matadero y recaudo de algunos impuestos (espectáculos). La dirección fue delegada en una Junta Administradora cuyos integrantes serían elegidos cada dos años, entre los cuales figuraban representantes de los bancos nacionales acreedores del Municipio, la cual manejaría la empresa durante doce años.
En 1942 fue terminada la planta San Antonio II, con lo cual aumentó la capacidad de almacenamiento de 7.500 a 15.00 metros cúbicos de agua y la producción de energía.
En 1944, la Compañía Colombiana de Electricidad se anexó a las Empresas Municipales y entregó algunas plantas eléctricas con capacidad de diez megavatios. En este mismo año, el servicio de teléfonos también fue municipalizado adhiriéndose la Compañía Telefónica del Pacífico, que incluía la planta de 5.500 líneas; se ubicó en la sede del edificio de la Carrera 7ª entre calles 13 y 14. 
A finales de 1950 fue contratada con la General Electric Co. de Inglaterra para la instalación de 15.000 nuevas líneas. Para albergarlas fue necesario construir dos nuevas centrales; una situada en el centro de la ciudad y otra en el barrio San Fernando.
Entre los años 1946 y 1960, gracias a la construcción de grandes empresas (en su mayoría multinacionales) la Cali pasó de tener vocación comercial a industrial. Este desarrollo trajo progreso e inversión, lo que indujo también una gran oleada de inmigrantes que hicieron que las Empresas Municipales asumieran el reto de una mayor generación de servicios para cubrir la creciente demanda. Por tal motivo, se le otorgó la administración del servicio de alcantarillado.
En 1961 se constituyó Empresas Municipales de Cali (EMCALI) como un organismo autónomo, quedando encargada de prestar los servicios públicos de acueducto, energía eléctrica, teléfonos y alcantarillado. Además, EMCALI se convirtió en el distribuidor de la energía para Cali, Yumbo y Puerto Tejada. 
En 1973 fueron instaladas 125.500 nuevas líneas telefónicas, casi todas en barrios populares del suroriente, como consecuencia de la entrada en servicio de la central de Cristóbal Colón y de las subcentrales de Periquillo, Unión de Vivienda, Nueva Floresta, Alfonso López, San Luis, Gaitán, Calima, Cavasa, Siloé y Terrón Colorado, con lo cual la cobertura aumento al 35,4% de la ciudad. En 1975 hubo 20.000 nuevas líneas, quedando así el 46,5% de la ciudad con servicio hasta 1978, pues en 1979 fueron instaladas otras 50 000 nuevas líneas.
En julio de 1978 entró en funcionamiento la planta de tratamiento de agua potable de Puerto Mallarino, con una capacidad de 3,2 metros cúbicos por segundo. Esta ampliación permitió a EMCALI ofrecer el servicio de agua a toda la población urbana en Cali. En 1989 la empresa contaba con 34 centrales telefónicas, las cuales estaban distribuidas en tres zonas de atención con un sistema de radiotelefonía móvil con capacidad para 800 abonados y 1869 teléfonos públicos.
A causa de las deudas financieras, pensionales y prestacionales, en 1995 Emcali entró a crisis financiera; lo que produjo el incumplimiento reiterado del pago de obligaciones a proveedores de energía, entidades financieras y contratistas. Esto provocó que fuera intervenida por la Superintendencia de Servicios Públicos Domiciliarios (SSPD) desde el año 2000 hasta el 2013.
El 6 de diciembre de 2001 entró a operación la PTAR (Planta de Tratamiento de Aguas Residuales), la cual tiene como  propósito de evitar que las aguas negras de Cali fueran vertidas al río Cauca.
A partir del 2006, EMCALI ofrece servicio de energía prepago para facilitar el servicio en familias de estratos 1 y 2 que, por sus condiciones económicas, mensualmente no pueden pagar su factura.
En el 2008 nace el programa “energía para todos”. En este programa se instala por sector, un macro medidor que les facilita a las comunidades subnormales tener el servicio de energía en la legalidad y con menores costos.
La Gerencia General de Emcali, pone en funcionamiento en el año 2010, el Centro de Control de Energía, que permitirá en tiempo real, saber dónde y por qué ocurre un imprevisto en toda la red eléctrica de la ciudad, al tiempo que desde el centro de control solucionar el problema.
El 5 de octubre del 2016, EMCALI inauguró la Estación de Bombeo Paso del Comercio la ciudad minimiza posibilidades de inundarse, obra que forma parte del  Plan Jarillón y tuvo una inversión de $21.500 millones.
EMCALI tiene una estructura administrativa dirigida al Cliente y un plan de inversión cercano a los 150.000 millones.  Presta al menos uno de los servicios públicos esenciales en las poblaciones vecinas de Jamundí, Yumbo, Puerto Tejada y zonas rurales de municipios anexos como Candelaria y Palmira. Además, en el 2017, frente a una polémica que tuvo el agua que produce la empresa, el DAGMA, la CVC y la Universidad del Valle, realizaremos un estudio el cual posicionó el agua de EMCALI, como una de las mejores del país.
EMCALI cuenta con certificados como: ISO 9001 por Icontec (para las plantas), ISO IEC 17025:2005 (en los laboratorios)  y premios como: Andesco a la Responsabilidad Social Empresarial y el premio por la contribución en la gestión de la PCB por parte del Ministerio del Medio Ambiente y Desarrollo Sostenible y el programa de las Naciones Unidas para el Desarrollo. Actualmente, tiene una alianza con la Universidad del Valle, con el que busca crear el plan estratégico 2018 - 2023.